# Alfred Zimmer
Adolf Alfred Jan Zimmer (ur. 28 lutego 1908 we Lwowie, zm. w maju 1940 w Charkowie) – polski piłkarz, napastnik, podporucznik piechoty rezerwy Wojska Polskiego, ofiara zbrodni katyńskiej.
Był synem Edmunda i Anny z Wiglarzów. Ukończył Gimnazjum Humanistyczne we Lwowie (1929) oraz batalion podchorążych rezerwy piechoty nr 6a (1932). Uzyskał stopień podporucznika piechoty rezerwy ze starszeństwem z dniem 1 stycznia 1934, dostał przydział do 26 pułku piechoty. Pracował w urzędzie skarbowym. Był członkiem rzeczywistym korporacji studentów Uniwersytetu Jana Kazimierza Aragonia.
W reprezentacji Polski wystąpił tylko raz, w rozegranym 14 października 1934 spotkaniu z Rumunią, które Polska zremisowała 3:3. Był wówczas piłkarzem Pogoni Lwów.
We wrześniu 1939, po agresji ZSRR na Polskę, dostał się do niewoli radzieckiej. Przebywał w obozie w Starobielsku. Wiosną 1940 został zamordowany przez funkcjonariuszy NKWD w Charkowie i pogrzebany w jednej z bezimiennych mogił zbiorowych w Piatichatkach, gdzie od 17 czerwca 2000 mieści się oficjalnie Cmentarz Ofiar Totalitaryzmu w Charkowie.
5 października 2007 minister obrony narodowej Aleksander Szczygło – decyzją nr 439/MON – mianował go pośmiertnie na stopień porucznika. W dniach 9–10 listopada 2007 roku w Warszawie były odczytywane nazwiska ofiar zbrodni katyńskiej, awansowanych na wyższe stopnie wojskowe i służbowe, w trakcie uroczystości „Katyń Pamiętamy – Uczcijmy Pamięć Bohaterów”.